# Диброва (Ковельский район)
Диброва (укр. Діброва) — село в Голобской поселковой общине Ковельского района Волынской области Украины.
Код КОАТУУ — 0722184203. Население по переписи 2001 года составляет 41 человек. Почтовый индекс — 45093. Телефонный код — 3352. Занимает площадь 0,006 км².